# Gambialoa defecta
Gambialoa defecta är en insektsart som beskrevs av Irena Dworakowska 1979. Gambialoa defecta ingår i släktet Gambialoa och familjen dvärgstritar. Inga underarter finns listade i Catalogue of Life.